# 松江路
松江路是臺北市主要南北向道路之一。屬雙向道路，不分段，北接圓山交流道，南接新生南路。此外，台北捷運中和新蘆線（松江南京站—行天宮站段）即沿著此路通過。
松江路以中華民國大陸時期松江省（今併入黑龍江省）命名的道路。

## 沿線設施
（由南至北）
- 親民黨中央黨部(54號3樓)
- 長榮桂冠酒店（台北）（63號）
- 駐台北越南經濟文化辦事處 (65號3樓)
- 松江詩園（84巷和90巷之間）
- 國發會松江路辦公室(85巷9號)
- 不當黨產處理委員會(85巷9號5樓)
- 遠見·天下文化事業群 (93巷1號)
- 元大金星、銀星大樓 (106號)
- 寒居酒店 (116號)
- 味全大樓（125號）
- 和泰汽車大樓（121號，和泰汽車與國瑞汽車總部）
- 捷運松江南京站（126號B1）
  - 台北市公共自行車租賃系統捷運松江南京站(7號出口)
- 四平陽光商圈
- 長春四面佛 (133巷18號-1)
- 沖繩縣產業振興公社台北事務所 (148號4樓，盛香堂大樓)
- 東元大樓（156-1、156-2號，原東元電機總部）
- 六福客棧舊址 (168號，改建中)
- 榮民工程公司（207號，志清大樓內）[3]
- 中華民國勞動部（207號，志清大樓內）
- 中央通訊社（209號，志清大樓內）[3]
- 國家書店（209號1樓，志清大樓內，屬文化部；只販賣政府出版品)
- 財政部臺北國稅局中北、中南稽徵所 (219號1-5樓，志清大樓內)
- 聯邦大樓佳佳廣場（223號，與捷運行天宮站2號出口共構）
- 養樂多公司(261號3樓)
- 台灣三洋電機大樓（266號）
- 捷運行天宮站（316號B1）
- 台北市公共自行車租賃系統捷運行天宮站(1號出口)、(3號出口)
- 經濟部補助公司或商號參展專案辦公室(350號5樓)
- 行天宮台北本宮（民權東路口，民權東路二段109號）
- 中山區行政中心（367號）
- 台北市公共自行車租賃系統中山區行政中心站
- 臺北市立圖書館中山分館(367號8樓)
- 中國廣播公司總部（375號，中廣松江大樓）
- 新生公園(正門在新生北路三段105號)
- 國道一號（中山高速公路）圓山交流道[4]

## 道路設計

### 編號
- 東側為單號，1~臨609號
- 西側為雙號，2~562號[5]

### 車道數
- 新生南路-民權東路段：雙向各四線道，最內側一線為公車專用道。
- 民權東路-民族東路段：雙向各四線道。